# Liste der Naturdenkmäler im Landkreis Kitzingen
Die Liste der Naturdenkmäler im Landkreis Kitzingen (auch Liste der Naturdenkmale im Landkreis Kitzingen) enthält alle von der unteren Naturschutzbehörde des Landratsamtes Kitzingen im bayerischen Regierungsbezirk Unterfranken durch Rechtsverordnung geschützten, sogenannten „Erscheinungsformen der Natur“. Dies umfasst alte Bäume, Alleen, Flugsandgebiete, Wiesen, Seen, sowie Parks und Gärten mit besonderer Bedeutung.

## Naturdenkmäler im Landkreis Kitzingen
„Ein Naturdenkmal ist ein unter Naturschutz stehendes Landschaftselement.“ Damit sollen bestimmte Erscheinungsformen der Natur, wie Felsformationen oder Quellen, Einzelbäume oder Alleen, aus ökologischen, wissenschaftlichen, geschichtlichen oder heimatkundlichen Gründen unter Schutz gestellt werden. Naturdenkmäler werden durch Rechtsverordnung nach Artikel 9 des Bayerischen Naturschutzgesetzes von den unteren Naturschutzbehörden der Landratsämter ausgewiesen (alte Fassung vor 2018). Sie dürfen nicht verändert, zerstört oder entfernt werden.
Im Landkreis Kitzingen begann man während der nationalsozialistischen Herrschaft in den 1940er Jahren mit der Ausweisung von Naturdenkmälern. Häufig stellte man einzelne, bedeutende Bäume unter Schutz. Seltener wurden erdgeschichtlich bedeutsame Punkte zum Naturdenkmal umgewandelt. Heute sind diese zumeist als Geotope erfasst. Zumeist sind die Denkmäler unter einer Fläche von 2 ha zu klein, um als Naturschutzgebiete geführt zu werden.
Der Bestand der Naturdenkmäler ist auch durch die Unterschutzstellung von organischen Objekten einem großen Wandel unterworfen. Bäume werden gefällt oder von Blitzschlag zerstört. Da die Denkmäler häufig weiterhin landwirtschaftlich genutzt werden, sind insbesondere Wiesen und Wasserflächen von Zerstörung bedroht. Mit der Vergrößerung der Landkreisfläche im Zuge der Gemeindegebietsreform in Bayern, erweiterte sich die Anzahl der Naturdenkmäler stark. 

## Liste der Naturdenkmäler
| Kastanie                                                       | BW | ND-05558 | Abtswind an der KT 10 zwischen Abtswind und Rehweiler | ⊙ |  | 5. Dez. 1979  |
| Gehölz in der Urzenwiese                                       | BW | ND-05545 | Biebelried, Kaltensondheim · östliche Feldflur · Karte: 28404650 | ⊙ |  | 22. Jan. 1941 |
| Kastanienbaum                                                  | BW | ND-05540 | Biebelried, Kaltensondheim südöstlicher Ortsausgang | ⊙ |  | 21. März 1941 |
| Kastanie                                                       |    | ND-05563 | Biebelried, Westheim an der Hauptstraße | ⊙ |  | 25. Sep. 1984 |
| Grafen- oder Burglinde                                         |    | ND-05498 | Castell In der Senke zwischen dem, mit lichtem Baumbestand bepflanzten Turmhügel Altcastell und dem Schloßberg, mit dem Turm der Schwesterburg Oberes Schloss; Durchmesser Krone: 20 m                                 | ⊙ |  | 18. Okt. 1940 |
| Park                                                           |    | ND-05487 | Castell · Anlage Schlosspark ab 1686, Umgestaltung 19. Jahrhundert in englischen Landschaftspark, ab etwa 1870 Umgestaltung durch Carl Effner, im Park Ginkgo (Baumveteran), nordöstlich des Ortes · Karte: 1165965723 | ⊙ |  | 7. Okt. 1940  |
| Speierling                                                     |    | ND-05572 | Castell östlich des Ortes, dickster Speierling Unterfrankens | ⊙ |  | 11. Apr. 1989 |
| Tränksee                                                       | BW | ND-05495 | Castell · 500 m nordwestlich von Wüstenfelden · Karte: 1165965722 | ⊙ |  | 1. Sep. 1942  |
| Hecke                                                          | BW | ND-05508 | Dettelbach · Hecke zum Wallfahrtsweg zur Kirche Maria im Sand, beiderseits des Wallfahrtsweges · Karte: 1165945399 | ⊙ |  | 21. März 1941 |
| Kastanien am Sommeracher Weg                                   | BW | ND-05571 | Dettelbach | ⊙ |  | 18. Nov. 1986 |
| 3 Linden                                                       | BW | ND-05539 | Dettelbach, Effeldorf östlich der Bundesbahn, nordwestlich des Ortes | ⊙ |  | 21. März 1941 |
| Feuchtbiotop in einem ehemaligen Steinbruch                    | BW | ND-05569 | Dettelbach, Euerfeld · Karte: 1166035246 | ⊙ |  | 15. Sep. 1982 |
| Westhang des Maintales                                         | BW | ND-05553 | Dettelbach, Neuses am Berg · Nördlich und südöstlich des Ortes, auch Leitenberg, dichter Wald mit vielen verschiedenen Baumarten · Karte: 15771338                                                                     | ⊙ |  | 3. März 1941  |
| Dorflinde                                                      |    | ND-05503 | Dettelbach, Schernau Im Ort, älteste Dorflinde im Landkreis Kitzingen, 2001 Brand | ⊙ |  | 21. März 1941 |
| 1 Holzbirnbaum                                                 | BW | ND-05538 | Geiselwind, Ebersbrunn 550 m nordöstlich des Ortes am Wagnersrangen | ⊙ |  | 29. Aug. 1941 |
| Die alte Eiche                                                 | BW | ND-05510 | Geiselwind, Ebersbrunn am Hofer Fußpfad nordöstlich des Ortes, seit 1938 Naturdenkmal | ⊙ |  | 29. Aug. 1941 |
| Holzbirnbaum                                                   | BW | ND-05511 | Geiselwind, Ebersbrunn am Nordhang des roten Knöckleins 750 m nordwestlich des Ortes Höhe über 14 m, Stammumfang 1,90 m, Alter knapp 200 Jahre                                                                         | ⊙ |  | 29. Aug. 1941 |
| Rotbuche                                                       | BW | ND-05509 | Geiselwind, Ebersbrunn am Kesselweg, kurz vor dem Waldrand, umgeben von Hutungsfläche Höhe über 21 m, Stammumfang 3 m, Alter ca. 200 Jahre                                                                             | ⊙ |  | 29. Aug. 1941 |
| Kaisereiche                                                    |    | ND-05485 | Geiselwind, Füttersee einer der ältesten Solitärbäume in Deutschland, östlich des Ortes am Hang Höhe 35 m, Stammumfang 7,60 m, Alter zwischen 400 und 800 Jahre, Kronendurchmesser 27 m                                | ⊙ |  | 22. Okt. 1942 |
| 2 Linden                                                       | BW | ND-05541 | Geiselwind, Hohnsberg nördlich des Ortes am Bierkeller | ⊙ |  | 22. Okt. 1942 |
| Eiche                                                          | BW | ND-05570 | Geiselwind, Ilmenau südlich des Ortes, seit 1984 Naturdenkmal, landschaftsprägender Charakter | ⊙ |  | 14. Aug. 1984 |
| Dorflinde                                                      | BW | ND-05559 | Geiselwind, Neugrub Östlich des Dorfweihers, landschaftsprägend | ⊙ |  | 18. März 1980 |
| Ungeheurer See                                                 | BW | ND-05551 | Großlangheim · auch Ungeheuersee, südlich der Autobahnraststätte Haidt, Naturdenkmal Nr. 6/005162/00/00 · Karte: 1165952201                                                                                            | ⊙ |  | 3. März 1941  |
| Baumgruppe mit Steinbrunnen                                    |    | ND-05505 | Iphofen · südlich des Spitals zwischen Mainbernheimer Tor und der Straße zum Bahnhof · Karte: 15768155 | ⊙ |  | 22. Okt. 1942 |
| Bildeiche                                                      |    | ND-05506 | Iphofen an der Straße nach Birklingen, Stiel-Eiche Höhe 19 m, Stammumfang 5,65 m, Kronendurchmesser 10 m, Alter 450 Jahre                                                                                              | ⊙ |  | 22. Okt. 1942 |
| Feuchte Waldränder um die östl. Röderwiese                     | BW | ND-05496 | Iphofen, Dornheim · 3,5 km südöstlich der Ortschaft · Karte: 1166033506 | ⊙ |  | 22. Okt. 1942 |
| Lyraförmige Föhre                                              | BW | ND-05488 | Iphofen, Dornheim unmittelbar neben den Naturdenkmälern Hecke am Vogelherd, Hutung am Vogelherd und Wacholderheide (Dornheim), An der KT 3 (Dornheim-Altmannshausen) wo die Hochspannungsleitung die Straße kreuzt     | ⊙ |  | 22. Okt. 1942 |
| Schilfgelände und Hutweide am Schenkensee                      |    | ND-05490 | Iphofen, Dornheim · 1,5 km südöstlich des Ortes, streuwiesenartiger Charakter · Karte: 1166033508 | ⊙ |  | 22. Okt. 1942 |
| Sperberswiese                                                  | BW | ND-05489 | Iphofen, Dornheim · auch Sperberwiese, 800 m nördlich des Fischhofes, streuwiesenartiger Charakter · Karte: 1166030163                                                                                                 | ⊙ |  | 22. Okt. 1942 |
| Wacholderheide                                                 |    | ND-05562 | Iphofen, Dornheim · Karte: 1166033507 | ⊙ |  | 9. Sep. 1981  |
| Kleines Grundlos und Großes Grundlos                           |    | ND-05504 | Iphofen, Hellmitzheim · 210 m nordöstlich des Ortes, auch Geotop · Karte: 15772405 | ⊙ |  | 22. Okt. 1942 |
| Linde am Seehof                                                | BW | ND-05507 | Iphofen, Hellmitzheim im Seehof an der B 8 | ⊙ |  | 22. Okt. 1942 |
| Erlen-Waldbestand                                              | BW | ND-05523 | Iphofen, Limpurgerforst · im Limpurger Forst, südlich des Mittleren Wolfsees (Naturwaldreservat) · Karte: 1166030161                                                                                                   | ⊙ |  | 22. Okt. 1942 |
| Kleinblättrige Linde                                           | BW | ND-05521 | Iphofen, Mönchsondheim auf dem Gelände des Kirchenburgmuseums Mönchsondheim im Garten vor dem Schulhaus, sog. „Friedenslinde“ von 1871                                                                                 | ⊙ |  | 22. Okt. 1942 |
| Blauer Buck, Hartwald                                          | BW | ND-05518 | Iphofen, Nenzenheim · Ostrand des Hartwaldes · Karte: 1166030162 | ⊙ |  | 22. Okt. 1942 |
| Vorderer Steinig, 1 Speierlingsbaum, Unland, Vogelschutzgehölz |    | ND-05517 | Iphofen, Nenzenheim · 200 m südöstlich des Ortes · Karte: 1166035245 | ⊙ |  | 22. Okt. 1942 |
| 2 Linden                                                       | BW | ND-05527 | Iphofen, Possenheim Im Ort, Straße „Am Lindenbuck“ | ⊙ |  | 22. Okt. 1942 |
| Bildeiche                                                      | BW | ND-05564 | Kitzingen, Klosterforst im Klosterforst, ca. 600 m südöstlich der Staatsstraße, 1984 noch nicht genehmigt | ⊙ |  | 30. Juli 1985 |
| Hägigsquelle                                                   | BW | ND-05492 | Kitzingen, Klosterforst auch Hägisquelle, im Klosterforst am Waldrand zur Bundesautobahn, Naturdenkmal Nr. 6/005070/00/00                                                                                              | ⊙ |  | 16. Mai 1960  |
| Schlegelsbrünnle                                               | BW | ND-05491 | Kitzingen, Klosterforst auch Schlegelsbrünnlein, im Klosterforst wo die Waldabteilungen Brand und Tannensee zusammentreffen                                                                                            | ⊙ |  | 8. Feb. 1962  |
| Pappeln am Gänsewasen                                          | BW | ND-05494 | Kleinlangheim, Haidt · am östlichen Ortsrand am Gänsewasen, Naturdenkmal Nr. 6/005072/00/00 · Karte: 15770123 | ⊙ |  | 21. März 1941 |
| Eichelsee, Sumpf a. d. NO-Ecke d. Lindigholzes                 | BW | ND-05556 | Mainbernheim · westlich des Ortes an der Bahnlinie, seit 1956 Naturdenkmal, See mit starkem Schilfbestand · Karte: 15772406                                                                                            | ⊙ |  | 17. Okt. 1956 |
| Linde                                                          | BW | ND-05499 | Mainsondheim 100 m südöstlich der Schäferei, Naturdenkmal Nr. 6/005078/00/00 | ⊙ |  | 21. März 1941 |
| Linde                                                          | BW | ND-05500 | Markt Einersheim An der Possenheimer Straße | ⊙ |  | 24. Juni 2002 |
| Linden                                                         |    | ND-05547 | Marktbreit · im Schwedengraben · Karte: 1165661662 | ⊙ |  | 22. Jan. 1941 |
| Partie am Breitbach                                            | BW | ND-05524 | Marktbreit · Karte: 15772407 | ⊙ |  | 21. März 1941 |
| Lindenallee                                                    | BW | ND-05548 | Marktsteft · Marktbreiter Straße · Karte: 15770122 | ⊙ |  | 21. März 1941 |
| Dorfweiher, Hirtensee und Flachmoor                            |    | ND-05549 | Marktsteft, Michelfeld · östlich und südöstlich des Ortes, ortsbildprägende Gewässer · Karte: 1166030169 | ⊙ |  | 22. Jan. 1941 |
| Galgensee                                                      |    | ND-05561 | Prichsenstadt · Südwestlich der Stadt, Treffpunkt mehrerer Gemarkungen, Ort einiger Sagen · Karte: 1165945400 | ⊙ |  | 24. Juni 1980 |
| Harfenföhre                                                    | BW | ND-05486 | Prichsenstadt, Altenschönbach südöstliche Ecke des Eichholzes | ⊙ |  | 30. Juli 1941 |
| Ulme (Schmiedsbaum)                                            |    | ND-05526 | Prichsenstadt, Neuses am Sand Im Ort, 50 m südlich der Bundesstraße, Flatterulme | ⊙ |  | 18. Okt. 1940 |
| Efeubaum am Schwanberg (Eiche)                                 | BW | ND-05232 | Rödelsee am Schwanberg, östlich des Ortes, seit 1996 Naturdenkmal | ⊙ |  | 11. März 1997 |
| Park (Schloßgarten)                                            |    | ND-05531 | Rüdenhausen · südwestlich des Ortes, zunächst als Barockgarten angelegt, 1837 in einen englischen Landschaftspark umgewandelt · Karte: 1165956194                                                                      | ⊙ |  | 18. Okt. 1940 |
| Schirnquelle                                                   |    | ND-05530 | Rüdenhausen südlich des Ortes, am Ende der Industriestraße, Beginn des Schirnbachs | ⊙ |  | 18. Okt. 1940 |
| 2 Seen                                                         | BW | ND-05532 | Schwarzach am Main, Hörblach · südlich des Ortes an der Autobahn, Naturdenkmal Nr. 6/005137/00/00 · Karte: 15771337 | ⊙ |  | 21. März 1941 |
| Botanischer Garten                                             | BW | ND-05550 | Schwarzach am Main, Hörblach · nördlich der Autobahn, westlich der KT 12, Naturdenkmal Nr. 6/005161/00/00, See · Karte: 1165945398                                                                                     | ⊙ |  | 8. März 1941  |
| Sphagnum, Schilfmoor                                           | BW | ND-05552 | Schwarzach am Main, Hörblach · westlich der Straße Großlangheim-Hörblach, 500 m südlich der Autobahn, streuwiesenartiger Charakter, Naturdenkmal Nr. 6/005163/00/00 · Karte: 1165952202                                | ⊙ |  | 18. März 1941 |
| Wiese                                                          | BW | ND-05502 | Schwarzach am Main, Hörblach · nördlich der Bundesautobahn, westlich der KT 12, Naturdenkmal Nr. 6/005084/00/00, hier Bestand Riedgräser, Fettkraut, Kriech-Weiden und Orchideenarten · Karte: 1165945397              | ⊙ |  | 23. Aug. 1941 |
| Pappeln                                                        | BW | ND-05520 | Schwarzach am Main, Münsterschwarzach · Ufer des Schwarzachbaches, zusammen mit den Pappeln am Castellbach geführt · Karte: 15770124                                                                                   | ⊙ |  | 21. März 1941 |
| Steinbrüche am Engelsberg                                      | BW | ND-05565 | Seinsheim, Tiefenstockheim · nördlich des Ortes, auch Geotop, größtes aufgeschlossenes Austern-Riff im Muschelkalk in Franken · Karte: 1166035244                                                                      | ⊙ |  | 3. März 1984  |
| Kastanie                                                       |    | ND-05537 | Sommerach Ortsausgang nach Volkach, Rosskastanie | ⊙ |  | 6. Juni 1979  |
| Hecke                                                          | BW | ND-05542 | Sulzfeld am Main · entlang dem nördlichen Rangen des Viehweges · Karte: 15771672 | ⊙ |  | 21. März 1941 |
| Linde                                                          | BW | ND-05536 | Sulzfeld am Main Am Viehweg, Abzweigung der Lindenstraße | ⊙ |  | 21. März 1941 |
| Uptalgraben                                                    | BW | ND-05535 | Sulzfeld am Main · Nördlich des Ortes · Karte: 1165969345 | ⊙ |  | 21. März 1941 |
| Tümpel am Baderswasen                                          |    | ND-05567 | Volkach · 80 m nördlich der St 2260 in der Waldabteilung „Am Brand“ · Karte: 1161456910 | ⊙ |  | 9. Sep. 1981  |
| Park                                                           |    | ND-05513 | Volkach, Gaibach · bis 1712 Errichtung eines Barockgartens durch Lothar Franz von Schönborn, zwischen 1800 und 1830 Umwandlung in einen englischen Landschaftspark, heute weitgehend überbaut · Karte: 1165945404      | ⊙ |  | 18. Okt. 1940 |
| Hornsteinkalkbank am Hüttenberg                                |    | ND-05566 | Volkach, Krautheim · am Weinbergsleitenweg, aufgelassener Muschelkalkbruch · Karte: 1166035243 | ⊙ |  | 18. Feb. 1986 |
| Wildobstbaum                                                   |    | ND-05522 | Volkach, Krautheim am Weinbergsleitenweg, mit gewundener Gabelung | ⊙ |  | 7. Okt. 1940  |
| Halbmeilen-See                                                 |    | ND-05529 | Volkach, Rimbach · Südlich der Straße Volkach-Eichfeld, alter Allmendesee der umliegenden Gemeinden · Karte: 1161456909                                                                                                | ⊙ |  | 7. Okt. 1940  |
| Linden, Kastanienbäume                                         | BW | ND-05493 | Wiesenbronn am Felsenkeller, Sportanlagen | ⊙ |  | 21. März 1941 |
| 5 Pappeln und 2 Eschen                                         | BW | ND-05543 | Wiesentheid · östlich des Steigerwald-Landschulheims an der Prichsenstädter Straße · Karte: 1165661665 | ⊙ |  | 23. Sep. 1953 |
| Linde am Viehtrieb                                             | BW | ND-05557 | Wiesentheid ca. 300 nördlich des Schlossparks, ca. 300 m westlich der Straße nach Reupelsdorf | ⊙ |  | 13. Mai 1980  |
| Ulme                                                           | BW | ND-05512 | Wiesentheid, Feuerbach 900 m nördlich von Feuerbach | ⊙ |  | 18. Okt. 1940 |
| 3 Linden                                                       | BW | ND-07082 | Willanzheim · 2016 neu unter Schutz gestellt, am Kapellenweg, Weg nach Michelfeld, Schutzzweck landschaftsprägende Elemente · Karte: 15769969                                                                          | ⊙ |  | 19. Dez. 2016 |
| Eschen, Erlen, Pappeln                                         | BW | ND-05544 | Willanzheim · entlang des Breitbachs bei der Hagenmühle · Karte: 1165661661 | ⊙ |  | 22. Jan. 1941 |
| Achtdörfereiche                                                | BW | ND-05560 | Willanzheim, Hüttenheim in Bayern 1,7 km südöstlich des Ortes, 1954 gepflanzt, hier sogenannter „Kunigundenwald“ von acht Dörfern der Umgebung, laut Sage durch Kaiserin Kunigunde geschenkt                           | ⊙ |  | 12. Juli 1978 |
| Plateau des Tannenbergs                                        | BW | ND-05555 | Willanzheim, Hüttenheim in Bayern · hier seit 1199 Weinbau, 1 km südlich des Ortes, ursprünglicher Name „Tannenberg und Kappelsee“ (Kappelsee 1970er Jahre ausgetrocknet), seit 1965 Naturdenkmal · Karte: 1166030166  | ⊙ |  | 19. März 1941 |
| Legende für Naturdenkmal                                       |    |          | |   |  |               |

## Ehemalige Naturdenkmäler
Die meisten Einträge in dieser Liste sind dem Buch Naturdenkmale, Natur- und Landschaftsschutzgebiete von Andreas Pampuch entnommen.
| Bezeichnung                                  | Bild | Lage (Gemarkung)     | Position | Anmerkungen |
| -------------------------------------------- | ---- | -------------------- | -------- | --- |
| Dorflinde                                    |      | Albertshofen         | ⊙        | wahrscheinlich entfernt, im Ort vor dem Anwesen Reuß |
| Friedenslinde                                |      | Altenschönbach       | unklar   | wahrscheinlich entfernt, am Ortsausgang nach Schönaich |
| drei Pappeln                                 |      | Biebelried           | ⊙        | östlicher Ortsausgang |
| Feuchtwiese bei Birklingen                   |      | Birklingen           | unklar   | wahrscheinlich entfernt, westlich des Ortes |
| Pappelallee                                  |      | Dettelbach           | unklar   | wahrscheinlich entfernt, An der B 22 südlich des Ortes |
| Sandhügel, Flugsand                          |      | Dimbach              | ⊙        | aufgegangen im Naturschutzgebiet Sandfluren bei Volkach, Schwarzach am Main und Sommerach, 1,8 km östlich von Sommerach und 1,5 km nördlich von Gerlachshausen                                                   |
| Hecke am Vogelherd                           |      | Dornheim             | ⊙        | unmittelbar neben den Naturdenkmälern Lyraförmige Föhre (Dornheim), Hutung am Vogelherd und Wacholderheide (Dornheim), östlich des Fischhofes                                                                    |
| Hutung am Vogelherd                          |      | Dornheim             | ⊙        | traditionell durch Schafbeweidungskonzept bewirtschaftet (Hutewald), unmittelbar neben den Naturdenkmälern Lyraförmige Föhre (Dornheim), Hecke am Vogelherd und Wacholderheide (Dornheim), östlich des Fischofes |
| Holzbirnbaum (ND-05497)                      |      | Dornheim             | ⊙        | 700 m westlich des Ortsrandes, vermutlich um 2014/2015 entfernt |
| Fünf spitzblättrige Linden an der Dorfkirche |      | Düllstadt            | ⊙        | an der B 22 südlich der Brücke |
| Ludwigslinde                                 |      | Düllstadt            | ⊙        | vor dem Gemeindehaus an der B 22 |
| Kastanienbäume                               |      | Düllstadt            | ⊙        | im Ort an der B 22 vor der Kirche, unmittelbar neben der Kirche St. Michael |
| Baumgruppe (7 Linden, 3 Kastanien, 3 Birken) |      | Euerfeld             | ⊙        | am Friedhof |
| Baumgruppe (8 Linden, 3 Kastanien)           |      | Euerfeld             | unklar   | südlich der Ortsstraße |
| Flugsande (ND-05533)                         |      | Fahr                 | ⊙        | 200 m südlich des Elgersheimer Hofes am nördlichen Mainufer, aufgegangen im Naturschutzgebiet Sandgrasheiden am Elgersheimer Hof                                                                                 |
| Friedenslinde                                |      | Füttersee            | unklar   | wahrscheinlich entfernt |
| Fasangarten                                  |      | Gaibach              | ⊙        | nördlich des Parks, Haltung von Fasanen für die Jagd, Jagdschneisen erhalten |
| Friedenslinde                                |      | Gnodstadt            | unklar   | wahrscheinlich entfernt, im Ort vor dem Pfarrhaus |
| Baumgruppe am Kreuzle                        |      | Gnodstadt            | ⊙        | nordwestlicher Ortsrand |
| Ortsee, Seegarten                            |      | Großlangheim         | ⊙        | See wohl als Burggraben der Burg Großlangheim angelegt, südlich des Ortes, seit 1941 Naturdenkmal |
| Kranzer, Streuwiese am Wassertümpel          |      | Großlangheim         | ⊙        | aufgegangen im Naturschutzgebiet Kranzer, beiderseits der Bahn, 500 m nordöstlich des Ortes, zwischen 1955 und 1984 Naturdenkmal                                                                                 |
| Drei Pappeln                                 |      | Haidt                | unklar   | wahrscheinlich entfernt, am Weg nach Düllstadt |
| Pappeln am Weg nach Albertshofen             |      | Haidt                | unklar   | wahrscheinlich entfernt, am ehemaligen Weg nach Albertshofen |
| Baumgruppe Erlen                             |      | Hörblach             | unklar   | wahrscheinlich entfernt, beiderseits der St 2271 nördlich des Ortes |
| Lindengruppe (5 Stück)                       |      | Hörblach             | unklar   | wahrscheinlich entfernt, nordöstlicher Ortsausgang, Straße nach Großlangheim |
| Entenbrunnen                                 |      | Hoheim               | ⊙        | Ortsmitte, seit 2000 wieder intakt |
| Zwei Linden                                  |      | Hohenfeld            | unklar   | wahrscheinlich entfernt, Michelfelder Weg, am Ortsausgang |
| Waldanlage am Margarethenbrünnlein           |      | Hohenfeld            | unklar   | wahrscheinlich entfernt, seit 1941 Naturdenkmal, am Ortsausgang nach Kitzingen, ursprünglich Hangwald |
| Baumgruppe am Gemeindesee                    |      | Hüttenheim in Bayern | unklar   | wahrscheinlich entfernt, 200 m südöstlich des Ortes |
| Hecke am Herdweg                             |      | Hüttenheim in Bayern | unklar   | wahrscheinlich entfernt, 1984 noch nicht genehmigt, Herdweg historischer Verbindungsweg, Standort seltener Pflanzen                                                                                              |
| Beckahans-Eiche                              |      | Iphofen              | ⊙        | etwa 3 km östlich des Ortes, im Wald |
| Speierlingsbaum                              |      | Kaltensondheim       | ⊙        | wahrscheinlich entfernt, 600 m südöstlich des Ortes, an der Nordspitze des Niederholzes |
| Baumgruppe (3 Pappeln)                       |      | Kitzingen            | ⊙        | in der sogenannten Siedlung, Ecke Martin-Luther-Straße/Tilsiter Straße |
| Blutbuche                                    |      | Kitzingen            | unklar   | zwischen 1989 und 2016 Naturdenkmal |
| Kastanienbaum                                |      | Kleinlangheim        | unklar   | wahrscheinlich entfernt, östlicher Ortsrand |
| Pappeln und Weidenstöcke                     |      | Kleinlangheim        | unklar   | wahrscheinlich entfernt, östlicher Ortsrand |
| Linde                                        |      | Kleinlangheim        | ⊙        | wahrscheinlich entfernt, neben dem Friedhofseingang, 400 Jahre alt, 1996 entwurzelt, Ort der sogenannten Lindensage, wonach im Ort immer nur ein Haus abbrennt, solange die Linde grünt                          |
| Zwei Linden                                  |      | Laub                 | ⊙        | am Sportplatz |
| Kastanienbaum                                |      | Mainsondheim         | unklar   | wahrscheinlich entfernt, Straßengabel am östlichen Ortsausgang, Straße „Am Kastanienbaum“ weist weiterhin auf Denkmal hin                                                                                        |
| Linde                                        |      | Mainstockheim        | unklar   | wahrscheinlich entfernt, am Kirchhof |
| Linden- und Ulmenallee                       |      | Markt Einersheim     | unklar   | wahrscheinlich entfernt, vom Westausgang des Ortes bis zum Bahnübergang |
| Kleinblättrige Linde am Marktplatz           |      | Markt Einersheim     | ⊙        | wahrscheinlich entfernt, vor dem Rathaus |
| Baumreihe                                    |      | Markt Einersheim     | unklar   | wahrscheinlich entfernt, beiderseits der alten Reichsstraße östlich des Ortes |
| Buschbestand westlich der Ruine Speckfeld    |      | Markt Einersheim     | ⊙        | wohl aufgegangen im Naturschutzgebiet Schloßbergsattel bei Markt Einersheim, westlich der Ruine Speckfeld, 1984 noch nicht genehmigt                                                                             |
| Friedhofsanlage                              |      | Martinsheim          | ⊙        | wahrscheinlich entfernt, südlicher Ortsausgang |
| Dorfweed                                     |      | Martinsheim          | unklar   | wahrscheinlich entfernt, Ortsmitte, die „Weetgasse“ verweist auf das Naturdenkmal |
| Erlenbruch mit Quelle und angrenzender Wiese |      | Martinsheim          | unklar   | wahrscheinlich entfernt, 1984 noch nicht genehmigt |
| Linde                                        |      | Münsterschwarzach    | unklar   | wahrscheinlich entfernt, Vorgarten des ehemaligen Rathauses |
| Pappeln (Castellbach)                        |      | Münsterschwarzach    | ⊙        | Ufer des Castellbaches, zusammen mit den Pappeln am Schwarzachbach geführt |
| Ulme                                         |      | Nenzenheim           | unklar   | wahrscheinlich entfernt, in der Ortsmitte südlich der östlichen Brücke |
| Baumgruppe (8 Linden, 1 Akazie)              |      | Nenzenheim           | unklar   | wahrscheinlich entfernt, 200 m südlich der Ortschaft |
| Lebender Zaun                                |      | Neuses am Berg       | unklar   | wahrscheinlich entfernt, hinter dem Pfarrgarten, 2006 Entfernung diskutiert |
| Pappelallee                                  |      | Prichsenstadt        | unklar   | wahrscheinlich entfernt, Am Nordufer des Eichsees |
| Feldeiche                                    |      | Prichsenstadt        | ⊙        | 1,5 km nordöstlich des Ortes Nähe Molkenbrünnlein |
| „21 Eichen“                                  |      | Prichsenstadt        | ⊙        | wahrscheinlich entfernt, südwestlich des Ortes zwischen Sportplatz und St 2420 |
| Linde                                        |      | Prichsenstadt        | unklar   | Herrgottsteig, hinter dem Cramer Keller |
| Weiden                                       |      | Rödelsee             | unklar   | Beiderseits des Mühlbaches |
| Weiher                                       |      | Rödelsee             | ⊙        | Ortsmitte, seit 1941 Naturdenkmal, ortsbildprägend |
| König-Ludwig-Linde                           |      | Rüdenhausen          | ⊙        | auch „Friedenslinde“, 1998 umgestürzt, Innerhalb des Ortes |
| Wöhrtwiesen                                  |      | Schwarzenau          | unklar   | auch Wöhrt, an der B 22, Vorkommen seltener Vogelarten |
| Eiche im Schlosspark                         |      | Schwarzenau          | ⊙        | im Schlosspark, seit 2016 Naturdenkmal, Erhalt wegen Schönheit, heimatkundliche Bedeutung |
| Pappelhochbäume                              |      | Seinsheim            | unklar   | wahrscheinlich entfernt, Im Ort |
| Heldenhain                                   |      | Sickershausen        | unklar   | Ortsausgang nach Michelfeld |
| Baumgruppe                                   |      | Stadtschwarzach      | ⊙        | wahrscheinlich entfernt, am Marktplatz |
| Linden (2)                                   |      | Stadtschwarzach      | unklar   | wahrscheinlich entfernt, vor dem Kirchplatz |
| 2 Linden, 3 Akazien, 1 Lebensbaum, 2 Pappeln |      | Sulzfeld am Main     | unklar   | wahrscheinlich entfernt, vor dem Friedhof |
| Vogelschutzhecke                             |      | Sulzfeld am Main     | unklar   | zwischen 1941 und 2016 Naturdenkmal, am ehemaligen Hochreservoir westlich des Ortes |
| 2 Fichten, 1 Lebensbaum, 2 Pappeln           |      | Sulzfeld am Main     | ⊙        | im Friedhof |
| Baumgruppe Weiden, Eschen, Pappeln           |      | Tiefenstockheim      | unklar   | bis 2006 Naturdenkmal, am Breitbach im Ort |
| Baumgruppe im Wiesengrund                    |      | Wässerndorf          | ⊙        | auch kleines Wäldchen hinter der Kirche, bis 2006 Naturdenkmal, im Wiesengrund östlich der KircheL |
| Linde am Pfarrhaus                           |      | Westheim             | ⊙        | wahrscheinlich entfernt, an der Hauptstraße |
| Pappeln (ca. 100 Stück)                      |      | Wiesenbronn          | unklar   | wahrscheinlich 2015 entfernt, vom Koboldsee zum Gemeindewald |
| Koboldsee                                    |      | Wiesenbronn          | ⊙        | am südlichen Ortsrand, Ort der sogenannten „Koboldsage“, seit 1941 Naturdenkmal, in den 1970er Jahren zeitweise komplett ausgetrocknet                                                                           |
| Erlenwäldchen                                |      | Wiesenbronn          | unklar   | ca. 700 m nordöstlich des Ortes, 1984 noch nicht genehmigt |
| Hecke am „Heckenbergle“                      |      | Wiesentheid          | unklar   | wahrscheinlich entfernt, am südöstlichen Ortsrand |
| Wäldchen am Schießhaus                       |      | Wiesentheid          | ⊙        | hinter der Steigerwaldhalle |
| Akazie                                       |      | Willanzheim          | ⊙        | zwischen 1941 und 2016 Naturdenkmal, Dorfeingang von Tiefenstockheim kommend |
| Birkengruppe                                 |      | Willanzheim          | unklar   | an der Breitbachbrücke, südlich des Ortes |
| Kastanienbaum (Willanzheim, Lindenplatz)     |      | Willanzheim          | unklar   | Lindenplatz, Ortsmitte |
| Kastanienbaum (Willanzheim, Georgsplatz)     |      | Willanzheim          | ⊙        | zwischen 1941 und 2016 Naturdenkmal, Georgsplatz am Weg nach Markt Einersheim |
| Baumgruppe und Weiden                        |      | Willanzheim          | unklar   | wahrscheinlich entfernt, bei der Zapfenmühle, östlich des Ortes |
| Eschen, Erlen und Weiden                     |      | Willanzheim          | ⊙        | Mühlbach an der Hagenmühle |